# Печиська (Опольське воєводство)
Печиська (пол. Pieczyska) — село в Польщі, у гміні Сьверчув Намисловського повіту Опольського воєводства.
Населення — 80 осіб (2011).

## Демографія
Демографічна структура станом на 31 березня 2011 року:
|          | Загалом | Допрацездатний вік | Працездатний вік | Постпрацездатний вік |
| -------- | ------- | ------------------ | ---------------- | -------------------- |
| Чоловіки | 40      | 10                 | 27               | 3                    |
| Жінки    | 40      | 8                  | 25               | 7                    |
| Разом    | 80      | 18                 | 52               | 10                   |